# Erwin Bodky
Erwin Bodky, né le 7 mars 1896 à Ragnit et mort le 6 décembre 1958 à Lucerne, est un musicologue allemand naturalisé américain.

## Biographie
Erwin Bodky commence ses études de piano et la théorie musicale à Berlin avec Ernő Dohnányi et Paul Juon. Il travaille ensuite avec Richard Strauss et Ferruccio Busoni à la Meisterschule für Komposition de 1920 à 1922. Il est ensuite enseignant à l'école de musique Scharwenka. En 1933, à l'arrivée des nazis au pouvoir en Allemagne, il quitte le pays pour Amsterdam où il vit jusqu'en 1938. Il émigre ensuite aux États-Unis et enseigne à la Longy School of Music de Cambridge. Il est nommé professeur à l'Université Bandeis en 1949.

## Publications
Erwin Bodky publie plusieurs traités important dont :
- (de) Der Vortrag alter Klaviermusik, Berlin, 1932
- (de) Das Charakterstück, Berlin, 1933
- (en + de) The Interpretation of J. S. Bach's Keyboard Works, Cambridge, Massachusetts et Tutzing, 1960 et 1970